# Hippopleurifera pulchra
Hippopleurifera pulchra is een mosdiertjessoort uit de familie van de Romancheinidae. De wetenschappelijke naam van de soort is voor het eerst geldig gepubliceerd in 1870 door Manzoni.